# L'Enfant maudit
Pour le roman de David Gemmell, voir L'Enfant maudit. Pour la pièce de théâtre Harry Potter, voir Harry Potter et l'Enfant maudit.
L'Enfant maudit est un roman historique d'Honoré de Balzac publié en 1837.

## Historique
L'Enfant maudit est d'abord publié dans un état fragmentaire dans la Revue des deux Mondes en 1831. Un second fragment est livré dans La Chronique de Paris en 1836. La première édition complète, corrigée et augmentée, paraît en juillet 1837 dans l'édition des Études philosophiques de La Comédie humaine chez Delloye et Lecou. Le texte ne connaît ensuite que des variantes mineures lors de rééditions.
Le roman est divisé en deux parties intitulées Comment vécut la mère et Comment mourut le fils. 

## Résumé
En 1591, en France, au temps de la huitième guerre de religion entre catholiques et huguenots, la douce Jeanne de Saint-Savin, qui aimait un cousin huguenot, a dû, pour sauver son amant et sa famille, épouser le vieux et cruel comte d'Hérouville, un royaliste de Normandie, maintenant aux ordres du roi Henri IV. Après son mariage, Jeanne donne naissance à un fils, que le comte bannit du château, persuadé qu'il n'est pas de lui. Étienne, cet enfant maudit, grandit dans une dépendance du château, une maison de pêcheurs. 

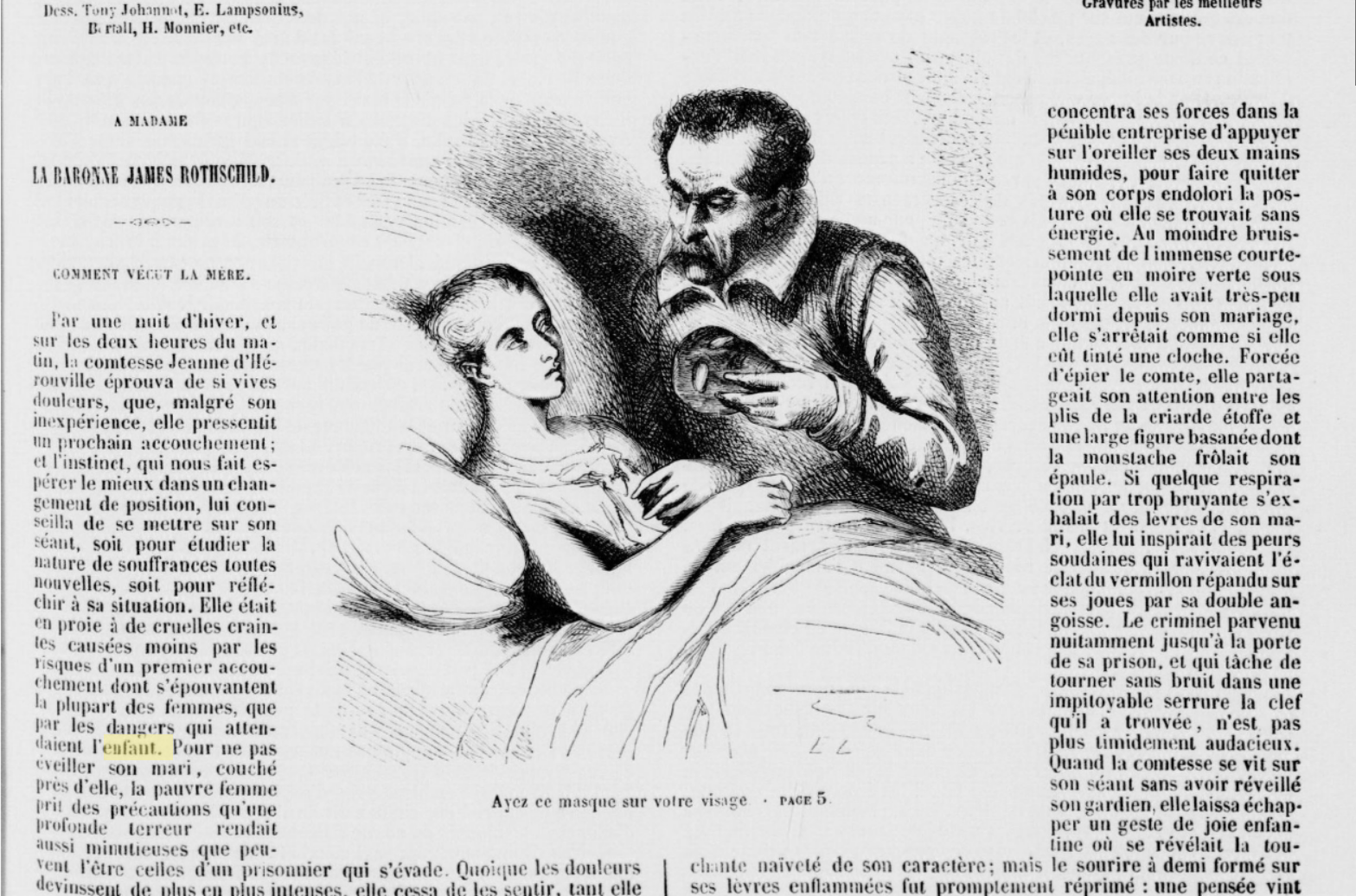
Détail d'une monographie imprimée des Œuvres illustrées de Balzac, Les Proscrits, L'Enfant maudit.

Des années plus tard, les morts soudaines de la jeune comtesse, puis d'un second fils, seul héritier du domaine, rappellent au vieillard que la perpétuation de la famille dépend maintenant du fils qu'il a rejeté. Pendant que le comte doit s'éloigner pour une mission, Étienne est donc retiré de son ermitage et confié à un médecin qui a pour mandat de le préparer à prendre les charges et obligations liées à son titre. Mais le jeune homme ne tarde pas à tomber amoureux de Gabrielle, la fille du médecin. Quand le comte a vent de cette idylle réciproque, il revient précipitamment, accompagné de la comtesse de Grandlieu et de sa fille. Il donne alors l'ordre à Étienne d'épouser cette dernière. Le jeune homme, défiant la colère du comte, appelle Gabrielle à son côté pour réaffirmer son amour. Le vieillard lève un « fer » sur elle ; le cœur d'Étienne cède sous l'empire de la terreur, et son amour tombe morte avec lui. Le comte s'offre alors lui-même comme époux à Mlle de Grandlieu.